# Scotogramma yakima
Scotogramma yakima là một loài bướm đêm trong họ Noctuidae.